# 시키면 한다! 약간 더 위험한 방송
《시키면 한다! 약간 더 위험한 방송》은 TU미디어에서 자체 제작한 코미디TV의 예능 프로그램이다. 줄여서 약위방이라고도 불린다. 2005년 5월부터 2007년 9월까지 2년 2개월 동안 3개의 시즌에 걸쳐서 위성 디지털 멀티미디어 방송 사업자 'TU 미디어'가 제작해 위성 DMB 자체채널에서 3기까지 방영된 프로그램.이후 CU미디어에서 구매해 코미디TV 등에서 방송했다. 시즌 1는 《시키면 한다! 약간 위험한 방송》라는 제목을 사용했으나, 시즌 2까지는 중간에 더를 붙여서 방영되었다.제목 그대로 시청자들이 일상생활에서 감히 떠올릴 수 없는 황당한 호기심들을 제보해 스태프들과 대신맨(여성인 경우 "대신걸")이란 인물을 앞세워 이를 실험하는 일종의 인스턴트 형태의 실험 프로그램이다. 2기부터는 중간에 더를 붙여서 '약간 더 위험한 방송'으로 변경됐고 3탄은 자체적으로 로고송을 만들었다. 물론 전체적인 구성은 별 차이가 없다.
이전엔 엔딩 크레딧만 달랑 나오고 오프닝이나 엔딩이 따로 없었다. 참고로 1기 스태프롤 음악은 '소닉 어드벤처의 무적 아이템 습득 시 음악.'이었으며 다른 실험 영상에서도 간간이 소닉 배경음악이 나온 바 있다. 2기 스태프롤 음악은 보이존의 'Picture of you', 버글스의 Video Killed the Radio Star 등이 쓰였다. 3기 스태프롤 음악은 노브레인의 '미친 듯 놀자'[가 나온다.
다만 프로그램 특성상 상당히 저예산으로 제작될 수밖에 없었고 방송시간도 짤막해 호기심을 깊게 파헤치지는 못하고 그저 되는가 안 되는가 정도로만 짧게 고찰하고 말았다. 호기심 하나를 해결하는 데 걸리는 평균 방송 시간은 1~3분으로 매우 짧다. 대신 여러 개를 한꺼번에 해결해 주니 다양한 장면들을 감상하는 맛이 있었다. 어떤 이는 간단명료하게 결과만 가르쳐 주면 되지 쓸데없는 실험을 했던 "있다! 없다?"보다 나았다고 평가한다.
하지만 케이블 방송답게 스펀지나 호기심 천국 같은 지상파 3사 호기심 해결 방송에선 볼 수 없는 별의별 호기심 까지도 실험한 데다 실상에선 차마 쪽팔려서 못 해보는 뻔한 호기심도 과감하게 실험했기 때문에 나름대로 인기를 끌었다. 다만 프로그램의 막장성 때문인지 싫어하는 사람도 더러 있었다. 2기에선 중국이나 일본 등 해외로 가는 편도 있었는데 이 중 몇몇 실험은 중국과 일본의 차이점을 비교하기도 했다.
1기 시절에는 실험이 끝나면 결과를 보여주고 나서 해결 또는 미해결 도장을 찍었으나 2기 이후부터는 약간 더 위험한 방송 로고 도장을 찍는다.
실험은 주로 사무실이 있는 서울특별시 강서구에서 촬영했다. 인접한 양천구 목동, 안양천 등에서도 많이 촬영했다.
2000년대 후반 수도권 지하철 4호선의 차량 출입문 양쪽 윗 부분 짐칸에 설치된 모니터로 송출되기도 하였지만 종영크리를 맞고 4호선에서도 모니터가 철거되었다.

## 출연자
- 해설 : 전인배
- 대신맨 : 정상수
- 김영춘 (시즌 3 출연)

## 논란
2007년 1월 20일, 그날에는 돼지에게 번지점프를 시키는 실험을 했었다. 제작진이 돼지에게 그물을 씌워서 수십아래로 떨어트렸고, 허공에서 발버둥치고 있는 돼지를 보며 웃음을 터트렸다. 그 뒤 번지점프에 성공한 돼지를 쓰다듬으며 칭찬하였다. 방송이 끝난후에는 "지나친 동물학대"가 아니냐는 네티즌의 비난의 글이 쇄도했다.

## 도서
- 《시키면 한다 약간 더 위험한 방송》 : ISBN 9788992449113